# Бублис, Антанас Антано
Антанас Антано Бублис (род. 1932 год) — Герой Социалистического Труда (1971).

## Биография
Родился в 1932 году в Балсеняе. Член КПСС с 1961 года.
В 1949—1961 годах — колхозник, бригадир животноводческой бригады, ветеринарный фельдшер в колхозах Каунасского района Литовской ССР.
В 1962—1978 годах — заведующий фермой крупного рогатого скота колхоза «Кунигишкяй» Пренайского района Литовской ССР.
8 апреля 1971 года Указом Президиума Верховного Совета СССР удостоен звания Героя Социалистического Труда «за выдающиеся успехи, достигнутые в развитии сельскохозяйственного производства и выполнении пятилетнего плана продажи государству продуктов земледелия и животноводства» с вручением ордена Ленина и золотой медали Серп и Молот.
С 1978 года — комплектовщик Капсукской мебельной фабрики.
Жил в Капсукасе.